# Caribou (fiume)
Il Caribou  (in inglese: Caribou  River) è un fiume canadese che scorre nel Manitoba.
Ha una lunghezza di 230 chilometri, nasce dal Lago Commonwealth e sfocia nella baia di Hudson.